# 고양교통
고양교통(高陽交通)은 경기도 고양시를 연고로 하는 시내버스 회사이다.

## 연혁
- 2004년 6월 9일: 경기도 고양시 덕양구 화전동 175-15에서 고양교통 주식회사로 회사 설립.
- 2004년 12월 11일: 본사를 경기도 김포시 사우동 875 사우프라자 501호로 이전.
- 2005년 1월 25일: 회사명을 선진여객 주식회사(김포법인)로 변경.
- 2007년 8월 7일: 회사명을 현 명칭인 고양교통 주식회사로 환원함과 동시에 현 위치인 경기도 고양시 일산동구 식사동 825-11로 본사를 이전하였다.
- 2010년 7월 초반: 선진그룹 버스사업부문에서 떨어져 나갔고, 보유노선은 총 5개가 있다.
- 2014년 12월 20일: 식사동-원흥지구 95번 노선 신설 및 운행 시작. (김포시 구간과는 무관)
- 2017년 10월 19일: 이케아 롯데아울렛 고양점 개장으로 95번 노선 연장.

## 특징
- 본사는 경기도 고양시 일산동구 식사동에 있다. 또한 88A번, 88B번, 95번을 제외한 전 노선이 고양시 시계외를 벗어나서 운행한다.
- 95번, 97번, 1001번을 제외한 모든 노선의 경우 선진여객에서 넘어왔다.

## 현황
2021년 1월 기준이다.
| 운행업체 | 보유 노선수 | 보유 노선수 | 보유 노선수 | 보유 노선수 | 보유 노선수 | 등록 대수 | 등록 대수 | 등록 대수 | 등록 대수 | 등록 대수 |
| -------- | ----------- | ----------- | ----------- | ----------- | ----------- | --------- | --------- | --------- | --------- | --------- |
| 운행업체 | 노선 합계   | 광역급행    | 직행좌석    | 좌석        | 일반형      | 대수 합계 | 광역급행  | 직행좌석  | 좌석      | 일반형    |
| 고양교통 | 6           | -           | 1           | -           | 5           | 136       | -         | 24        | -         | 112       |

## 보유 노선

### 일반형버스
- ● 88A번: 고양공영차고지 → 고양종합운동장 → 대화역 → 주엽역 → 일산 호수공원 → 일산동구청 → 마두역 → 백신고등학교 → 백석역 → 일산병원 → 마두1동행정복지센터 → 국립암센터 ↔ 후곡마을 → 대화역 → 농수산물센터 → 고양공영차고지
- ● 88B번: 고양공영차고지 → 농수산물센터 → 후곡마을 → 국립암센터 → 마두1동행정복지센터 → 일산병원 → 백석역 → 백신고등학교 → 마두역 → 일산 호수공원 → 주엽역 → 대화역 → 고양종합운동장 → 고양공영차고지
- ● 95번: 식사동차고지 ↔ 중산마을 ↔ 일산동부경찰서 ↔ 일산동구청 ↔ 마두역 ↔ 백석역 ↔ 대곡역 ↔ 화정역 ↔ 신원당마을 ↔ 원당역 ↔ 원흥역 ↔ 원흥지구(도래울마을) ↔ 이케아 롯데아울렛 고양점
- ● 96번: 강화산성 서문 ↔ 강화버스터미널 ↔ 김포대학교 ↔ 마송 ↔ 장기동 ↔ 풍년마을, 김포고등학교 ↔ 사우고등학교, 김포시청입구 ↔ 고촌 ↔ 김포 나들목 ↔ 수도권제1순환고속도로 ↔ 일산 나들목 ↔ 백석동 ↔ 백석역 ↔ 마두역 ↔ 일산동구청 ↔ 일산동부경찰서 ↔ 중산마을 ↔ 식사동차고지
- ● 97번: 김포대학교 ↔ 마송 ↔ 장기동 ↔ 일산대교 ↔ 킨텍스 ↔ 대화역 ↔ 주엽역 ↔ 일산동구청 ↔ 마두1동주민센터 ↔ 일산병원 ↔ 백석역 ↔ 대곡역 ↔ 고양경찰서 ↔ 행신역

### 직행좌석버스
- ● 1001번: 대화역 ↔ 일산백병원 ↔ 후곡마을 ↔ 국립암센터 ↔ 백석역 ↔ 일산 나들목 ↔ 수도권제1순환고속도로 ↔ 김포 나들목 ↔ 상야동 ↔ 부천테크노파크 ↔ 부천터미널 소풍 ↔ 송내역 ↔ 상동시장 ↔ 부천대학교

## 미운행 노선 (폐선 또는 양도 노선 포함)
도시형버스
- ● 95번: 마송 ↔ 지경 ↔ 사우동 ↔ 고촌 ↔ 김포 나들목 ↔ 수도권제1순환고속도로 ↔ 일산 나들목 ↔ 마두역 ↔ 일산경찰서 ↔ 일산국제컨벤션고등학교 ↔ 일산복음병원 ↔ 식사동 (구 959번 단축, 2014년 2월 운행 중지)
- ● 98번: 장기지구 ↔ 청송마을 ↔ 김포고등학교 ↔ 고촌 ↔ 부천테크노파크 ↔ 부천터미널 소풍 ↔ 복사골문화센터 ↔ 송내역 ↔ 중동역 ↔ 부천대학교 (구 1004번, 2009년 11월 김포운수로 노선 양도)
- ● 99번: 식사동차고지 ↔ 하늘마을 ↔ 중산지구 ↔ 탄현지구 ↔ 신일정보고 ↔ 주엽동 ↔ 국립암센터 ↔ 백석역 ↔ 백마역 ↔ 정발마을

직행좌석버스
- ● 1004번: 장기지구 ↔ 청송마을 ↔ 김포고등학교 ↔ 고촌 ↔ 부천테크노파크 ↔ 부천터미널 소풍 ↔ 복사골문화센터 ↔ 송내역 ↔ 중동역 ↔ 부천대학교 (도시형버스 98번으로 형간 전환, 김포운수로 이관된 후 9008번으로 다시 형간전환후 현재 운행중)

## 보유 차종

#### 비야디 자동차
- BYD eBus-11
- BYD eBus-12

#### 현대자동차
- 현대 뉴 슈퍼 에어로시티
- 현대 저상 뉴 슈퍼 에어로시티
- 현대 일렉시티

## 갤러리

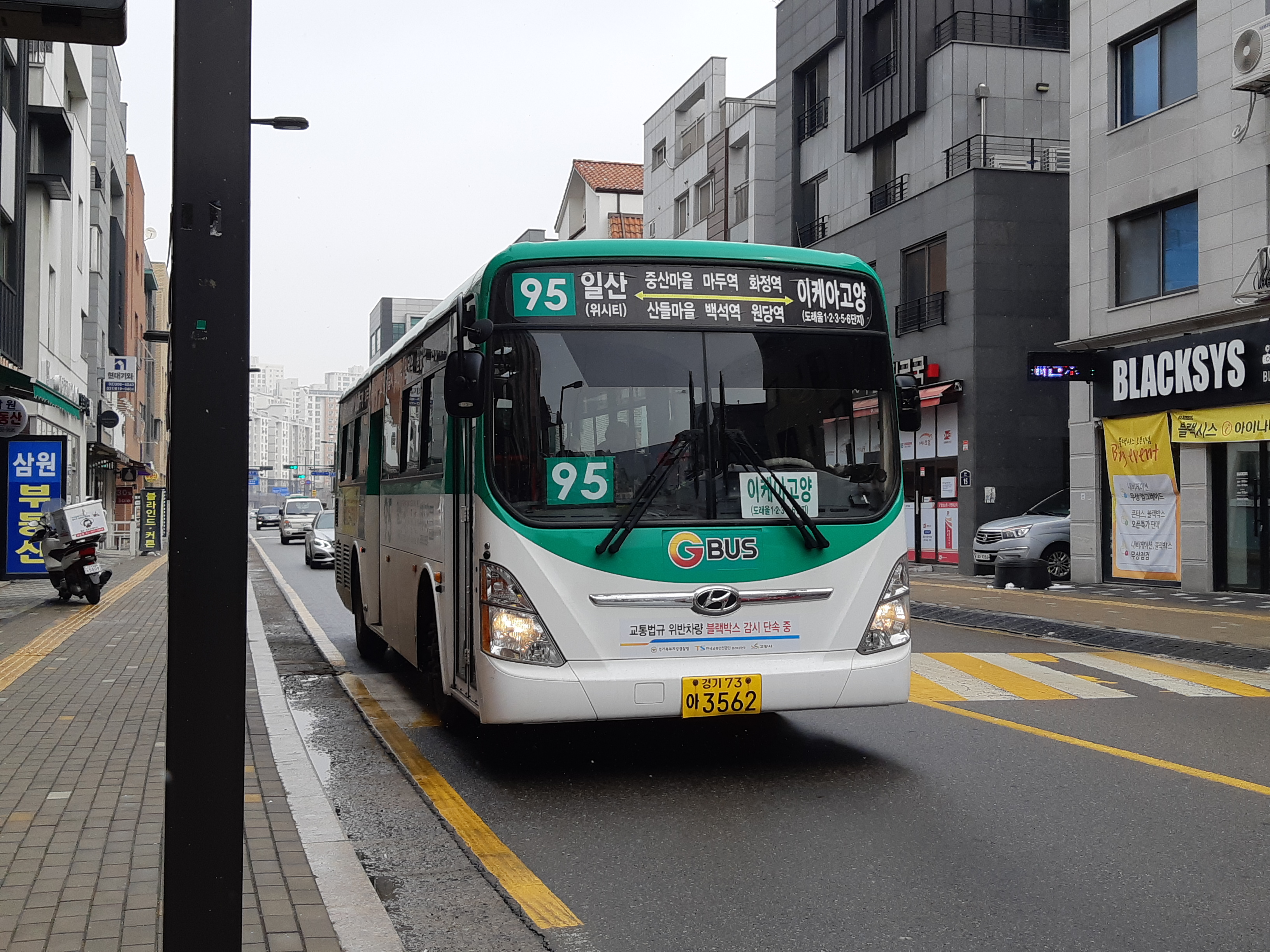
고양시내버스 95번
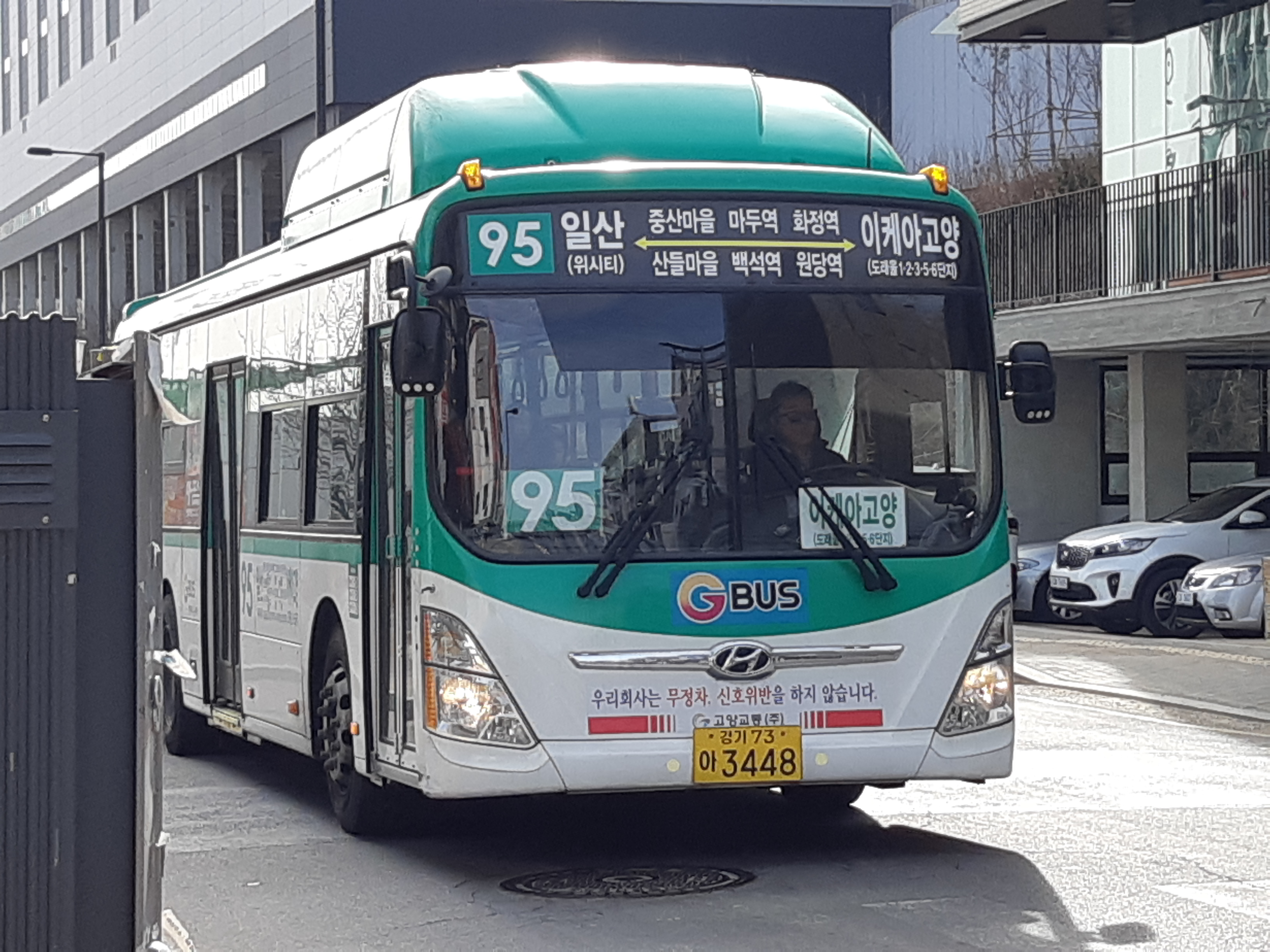
고양시내버스 95번
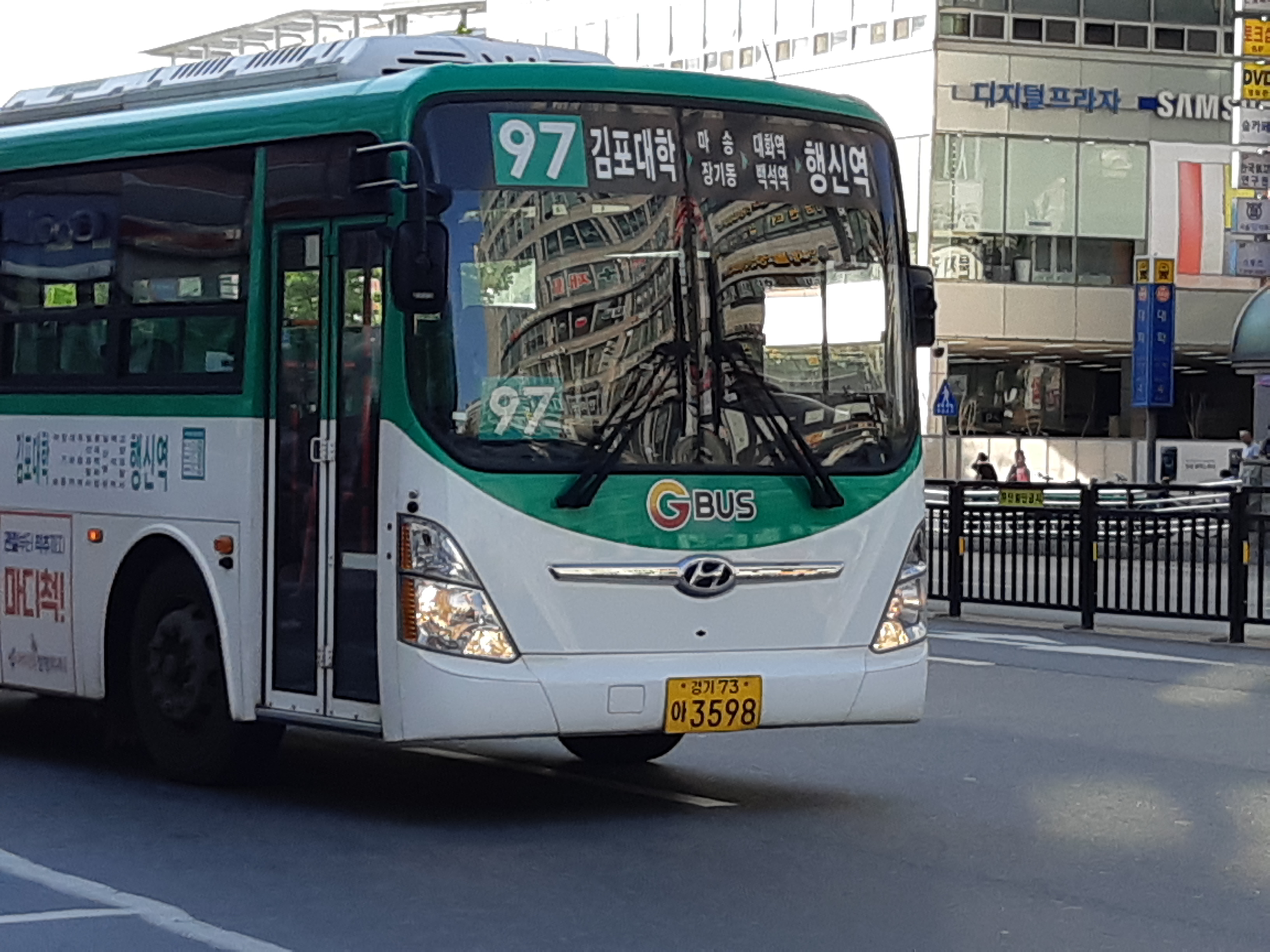
고양시내버스 97번